# Bisdom Kalookan
Het bisdom Kalookan (Latijn: Dioecesis Kalookana) is een rooms-katholiek bisdom met als zetel Caloocan, op de Filipijnen. Het bisdom is suffragaan aan het aartsbisdom Manilla. 

## Geschiedenis
Het bisdom werd opgericht op 28 juni 2003, uit delen van het aartsbisdom Manilla. 

## Parochies
Het bisdom had in 2021 een oppervlakte van 45 km2 en telde 1.330.840 inwoners waarvan 89,0% rooms-katholiek was.

## Bisschoppen
- Deogracias Soriano Iñiguez Jr. (28 juni 2003 - 25 januari 2013)
  - Francisco Mendoza de Leon (apostolisch administrator: 25 januari 2013 - 14 oktober 2015
- Pablo Virgilio David (14 oktober 2015 - heden; kardinaal in 2024)

## Galerij van afbeeldingen

Wapen van het bisdom
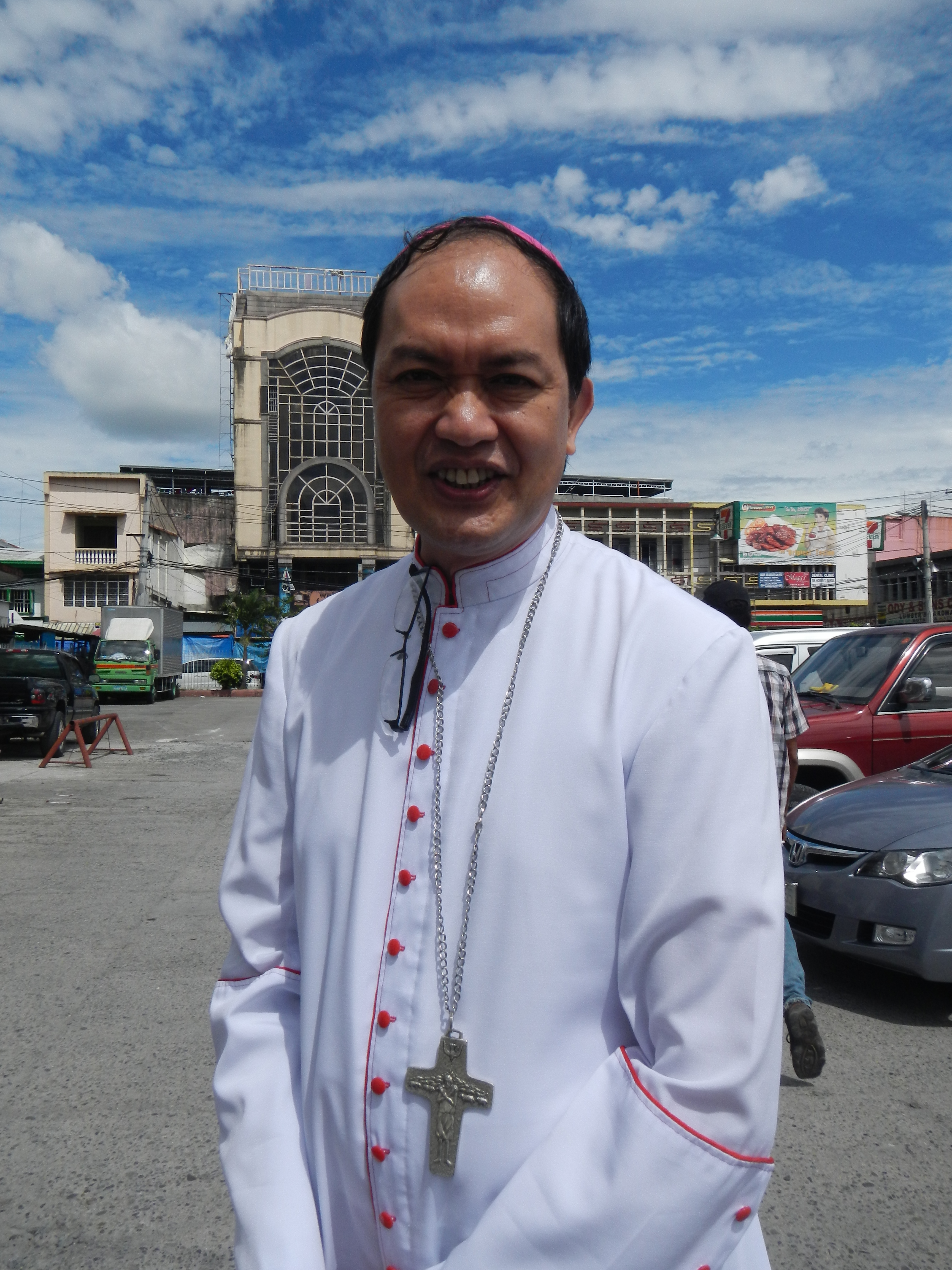
Bisschop Pablo Virgilio Siongco David (2015-heden), kardinaal in 2024
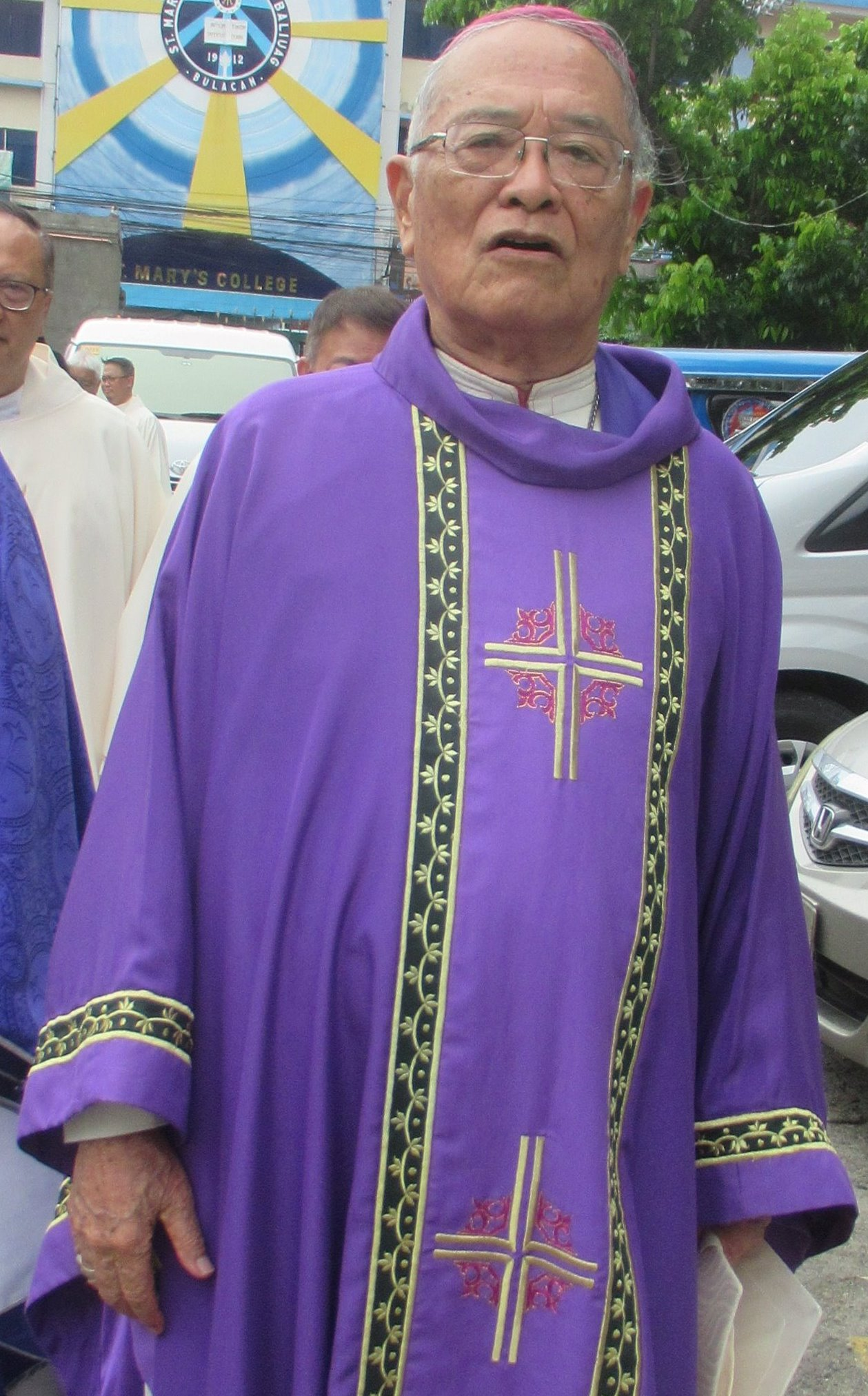
Bisschop Deogracias Soriano Iñiguez Jr. (2003-2013), de eerste bisschop

Manilla (aartsbisdom) · Antipolo · Cubao · Imus · Kalookan · Malolos · Novaliches · Parañaque · Pasig · San Pablo